# Урочище Костянове
Уро́чище Костя́нове — орнітологічний заказник місцевого значення в Україні. Розташований на території Ковельського району Волинської області, на південний захід від села Дубечне. 
Площа 20,3 га. Статус присвоєно згідно з рішенням облвиконкому від 31.10.1991 року № 226. Перебуває у віданні: Дубечненська сільська рада. 
Статус присвоєно для збереження озера з болотним масивом — місця масового розмноження водоплавних і навколоводних птахів. Тут водяться : крижень, чирянка мала і чирянка велика, попелюх, лиска, курочка водяна, пірникоза велика, мартин звичайний, крячок білокрилий і крячок чорний, а також болотяні види земноводних і плазунів. 
Болотяний масив зарослий верболозом, рогозом широколистим, незабудкою болотною, гірчаком перцевим, різними видами осок. 

## Галерея

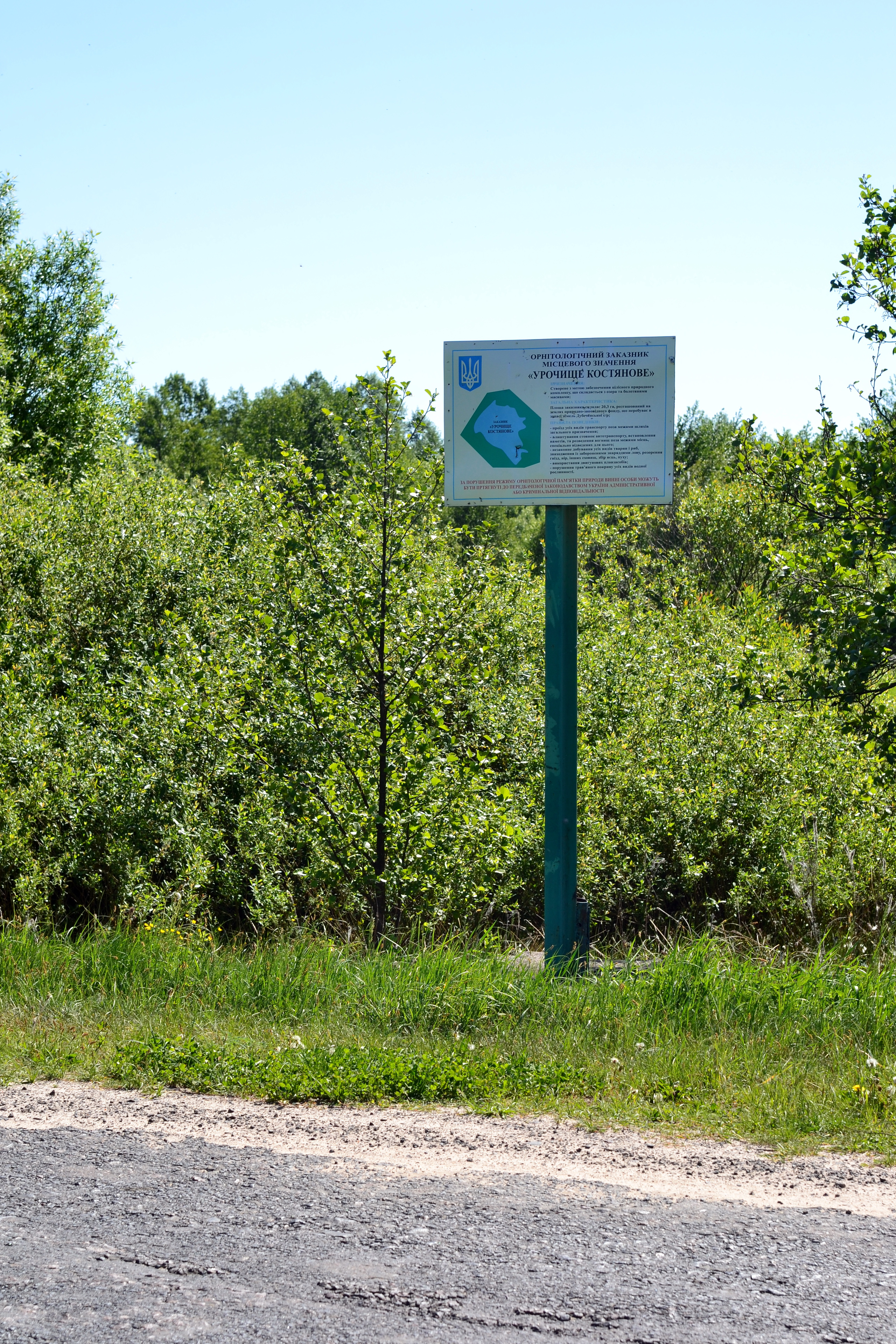
Інформаційна таблиця біля автодороги
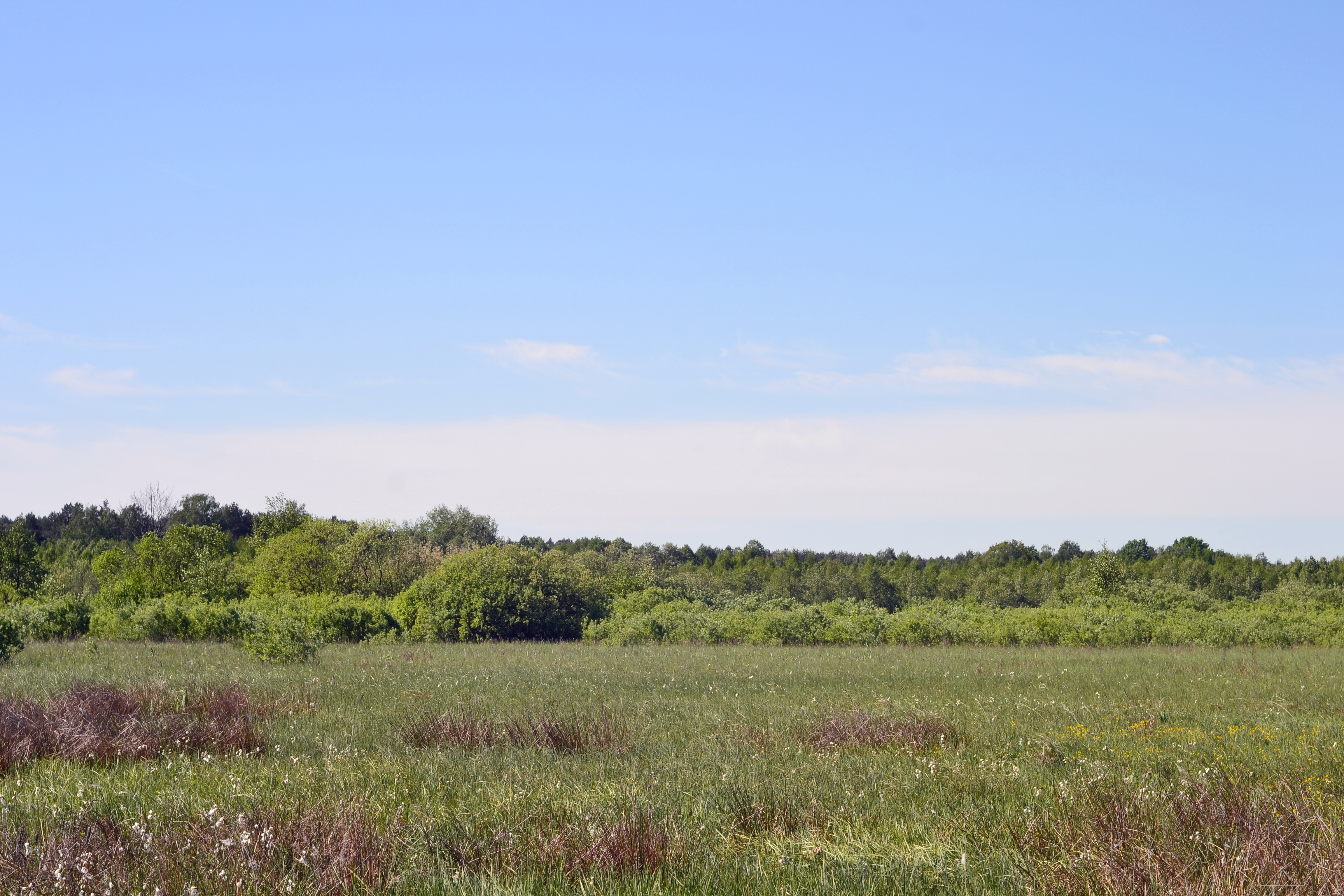
Вигляд з півночі
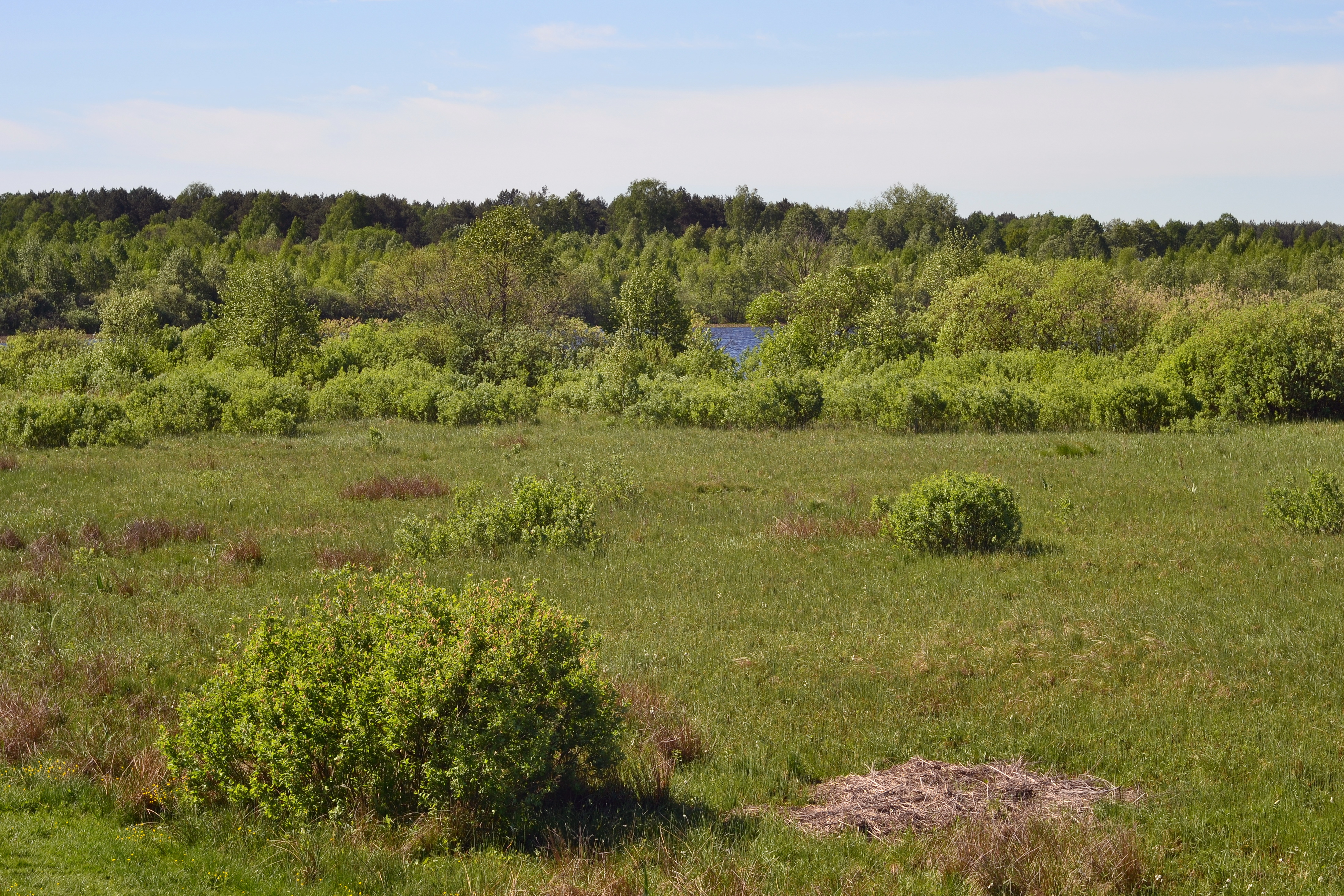
Вигляд з південного сходу
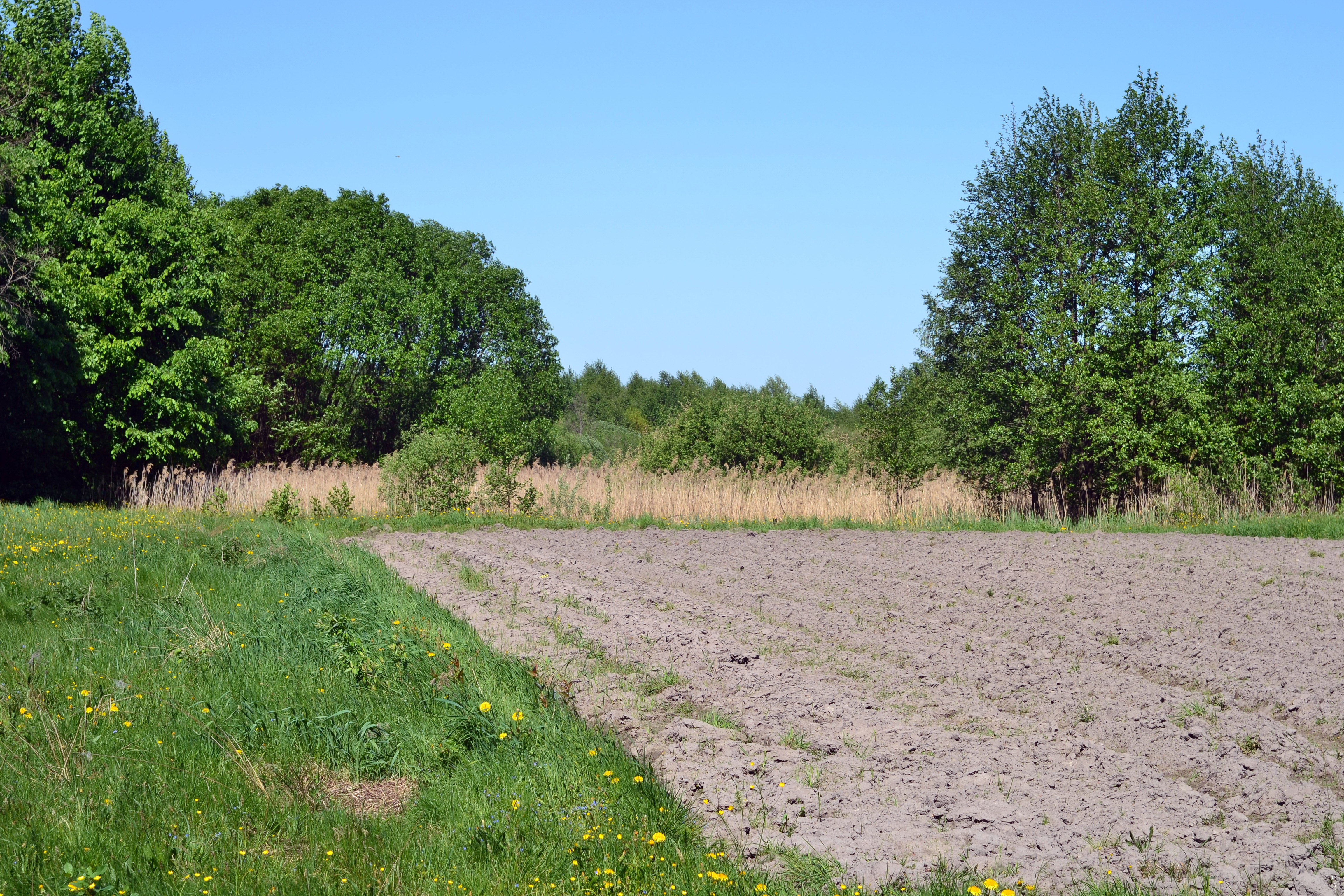
Вигляд з південного сходу на крайню межу